# Šarovce
Šarovce – wieś (obec) na Słowacji położona w kraju nitrzańskim, w powiecie Levice. Pierwsze wzmianki o miejscowości pochodzą z roku 1075. 
Według danych z dnia 31 grudnia 2012, wieś zamieszkiwały 1642 osoby, w tym 828 kobiet i 814 mężczyzn.
W 2001 roku rozkład populacji względem narodowości i przynależności etnicznej wyglądał następująco:
- Słowacy – 38%
- Czesi – 0,74%
- Polacy – 0,06%
- Romowie – 13,08%
- Ukraińcy – 0,06%
- Węgrzy – 46,02%

Ze względu na wyznawaną religię struktura mieszkańców kształtowała się w 2001 roku następująco:
- Katolicy rzymscy – 71,62%
- Grekokatolicy – 0,68%
- Ewangelicy – 4,01%
- Prawosławni – 0,06%
- Ateiści – 10,80%
- Przedstawiciele innych wyznań – 0,37%
- Nie podano – 3,02%